# Davey Lopes
David Earl Lopes (East Providence, Rhode Island, 3 de mayo de 1945), más conocido como Davey Lopes, es un exjugador profesional estadounidense de béisbol que se desempeñó en la posición de segunda base en las Grandes Ligas de Béisbol (MLB). Logró obtener un Guante de Oro.

## Carrera
Lopes jugó como profesional diez temporadas en Los Angeles Dodgers (1972-1981), después pasó a Oakland Athletics (1982-1984), luego a Chicago Cubs (1984-1986), posteriormente a Houston Astros, donde jugó dos temporadas (1986-1987), y fue el equipo en el que se retiró.

## Premios
Fue galardonado con el Guante de Oro en una oportunidad (1978).